# 顾方舟
顾方舟（1926年6月16日—2019年1月2日），原籍浙江鄞县，生于上海，中华人民共和国医学家、病毒学家与免疫学专家，中国共产党党员。曾任中国医学科学院院长（1984年－1992年）、中国协和医科大学校长。他为中国消灭脊髓灰质炎作出了巨大贡献，并当选第三世界科學院院士，被中国官方称为“中国脊髓灰质炎疫苗之父”和“糖丸之父”。

## 早年生活
1926年，顾方舟出生于上海，之后在宁波长大。4岁时，其父顾国光去世，其母周瑶琴为养家糊口，只身赴杭州学习现代助产技术。1934年，周瑶琴毕业于杭州广济助产职业学校，带着顾方舟前往天津，在英租界做职业助产士。
1944年9月-1950年9月，顾方舟就读于北京大学医学院医学系。1947年10月加入中国共产党。1951年8月-1955年9月，顾方舟就读于苏联医学科学院病毒研究所，获副博士学位。

## 科学研究

### 脊髓灰质炎疫苗

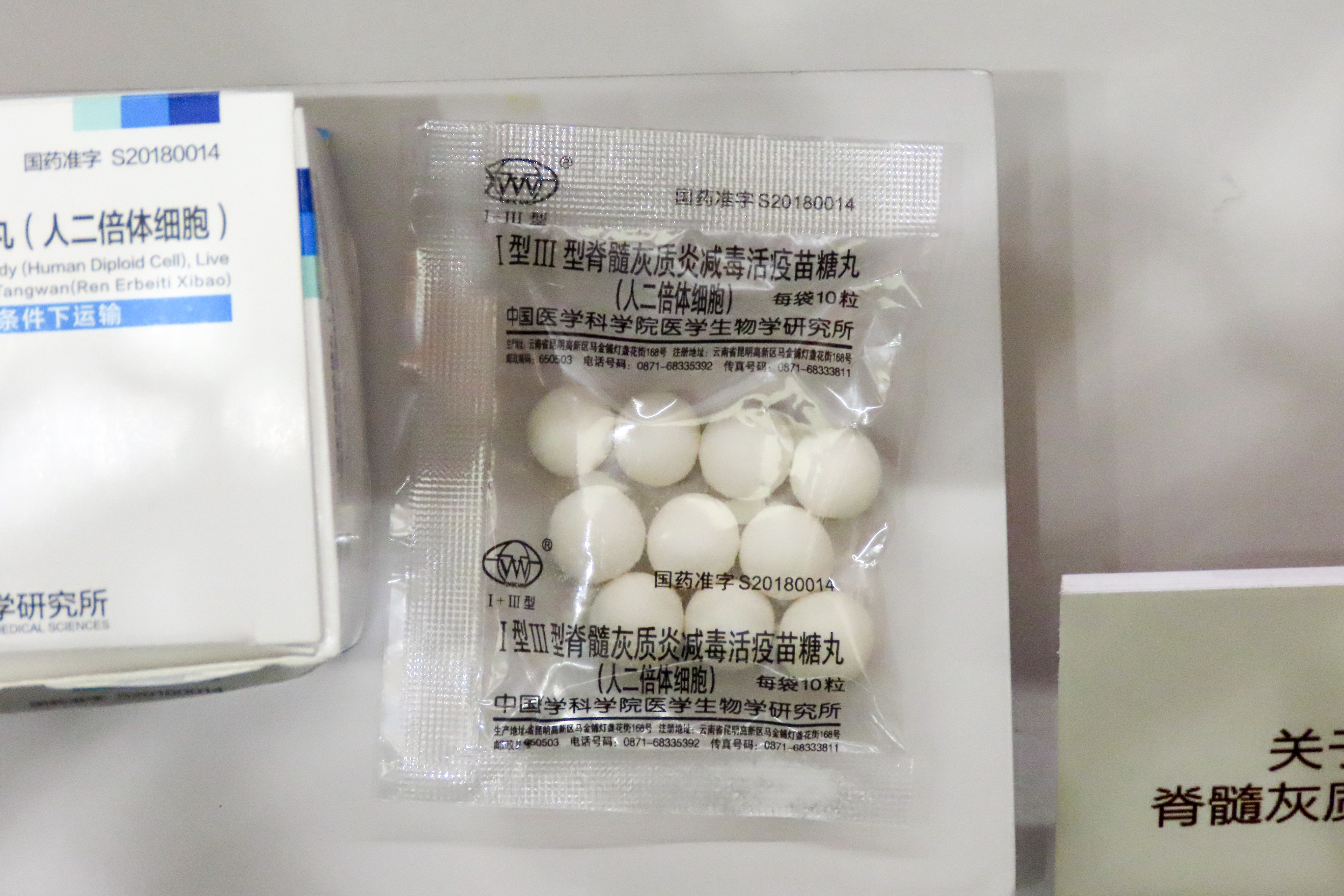
顾方舟等人研发的脊髓灰质炎糖丸疫苗自1962年开始生产

1958年，顾方舟与合作者一起在中国分离出脊髓灰质炎病毒，同年又远赴云南昆明，筹建中国医学科学院医学生物学研究所。1959年3月，中国卫生部决定派顾方舟等人到苏联考察脊灰疫苗的生产工艺。当时美国科学家阿尔伯特·沙宾正与苏联科学家米哈伊尔·楚马科夫合作，在苏联进行大规模“口服脊髓灰质炎疫苗（OPV）”的接种试验，约1000万名苏联儿童于1959年的前5个月接种了沙宾的疫苗，并获得成功。 沙宾的疫苗属于减毒活疫苗，而此前美国科学家乔纳斯·索尔克已于1950年代中期研发出首剂脊髓灰质炎疫苗、属于灭活疫苗。1959年12月16日，苏联卫生部要求2个月大至20岁的所有居民需要在1960年7月前接种沙宾的疫苗，共计约7700万人。

与此同时，经导师同意，顾方舟的一位研究生同学送给顾一些苏联研究所生产的活疫苗以及一些沙宾的原始活疫苗，由于这些制品在室温下很容易失效，当时正在苏联访问的中国卫生部部长钱信忠立即安排顾方舟携带疫苗样品回国。此后，中国卫生部采纳了顾方舟的建议，于1959年12月批准成立“脊灰活疫苗研究协作组”、顾方舟担任组长，进行脊髓灰质炎活疫苗的研究工作。1960年，该研究组研制出首批“沙宾型”的脊髓灰质炎液体活疫苗，并制订相关制造及检定规程。据中国大陆官方报道：
按照顾方舟设计的方案，临床试验分为Ⅰ、Ⅱ、Ⅲ期。Ⅰ期临床试验主要观察疫苗对人体是否安全，有无副作用，只需少数人受试。Ⅱ期临床试验是安全性和药效的初步评价。1960年，2000人份的疫苗在北京投放，结果表明，疫苗安全有效。Ⅲ期临床试验，是对疫苗的最终大考——流行病学检测。顾方舟将受测人群从2000人一下子扩大到450万人，在北京、天津、上海、青岛、沈阳等大城市展开了试验。近一年的密切监测表明，各市脊灰发病率产生了明显的变化。三期临床试验的圆满成功，表明顾方舟研究的疫苗可以投入生产、给全国儿童服用了。
其中，据报道，450万人的试验（7岁以下）证明疫苗保护率达93%。1960年12月，首批500万人份疫苗生产成功，在中国大陆十一个城市开始推广。1962年，顾方舟等人研制出可在室温下保存7天的“糖丸”活疫苗，为在农村推行大规模计划免疫、进而消灭脊髓灰质炎提供了有力的工具。1965年，中国大陆农村地区逐步推广该疫苗。
2000年，中华人民共和国卫生部举行“中国消灭脊髓灰质炎证实报告签字仪式”，顾方舟作为代表在仪式上签名。中国卫生部门和世界卫生组织在同年确认该国已彻底消灭脊髓灰质炎。

### 担任职位
顾方舟曾任中国医学科学院院长，中国协和医科大学校长，北京市科学技术协会主席，中国生物医学工程学会理事长，卫生部医学科学委员会委员，中国免疫学会首任理事长。1991年11月至1997年1月，顾方舟担任北京市科协主席（第四届）。

### 奖项荣誉
1986年6月，中国科学技术协会第三次全国代表大会在北京召开，选举产生第三届全国委员会。6月28日，第三届全国委员会第一次会议召开，推举其担任常务委员。1987年，当选为伦敦皇家内科医师学会院士。1990年，当选为欧洲科学、艺术和文学科学院院士。1993年，当选为第三世界科学院院士。2001年6月，中国科学技术协会第六次全国代表大会召开，并选举其出任第六届全国委员会荣誉委员。

## 晚年生活
1989年，顾方舟与曲绵域、高鹤亭、徐群渊四位医科高校校长联名向中国的主要领导人呼吁，要求其重视参与天安门绝食学生的健康，并呼吁他们尽快与学生直接见面、对话。
2019年1月2日，顾方舟在北京因病逝世。9月16日被追授“人民科学家”国家荣誉称号。

## 相关人物
- 乔纳斯·索尔克
- 阿尔伯特·沙宾
- 米哈伊尔·楚马科夫